# Pauly Beds
Pour les articles homonymes, voir Pauly.
 (juin 2016).

Pauly Beds ou  J. Pauly & Sohn est l’une des plus anciennes entreprises de manufacture de literie dans le monde, et la seule qui a fourni l’Empire austro-hongrois durant plusieurs générations.
En 1838, Josef Pauly va installer son entreprise à Vienne, quand il reçoit du Roi Ferdinand Ier d'Autriche I la licence pour la fabrication de lits et de matelas. À cette époque l'entreprise portait le nom de « J. Pauly & Sohn ». 
En 1878, l'entreprise devient « Fournisseur de la Cour Impériale et Royale » Austro-hongrois. À savoir, à la cour de l’Empereur François-Joseph I et son épouse l’Impératrice Elisabeth d’Autriche plus connue sous le nom de Sissi.
Le titre de « Fournisseur de la Cour Impériale et Royale » , dans l’empire Austro-hongrois, offrait, par privilège impérial, au fournisseur de biens ou de services qui l’obtenait, l’autorisation exclusive de pourvoir aux besoins de la cour à Vienne. Grâce à ce privilège les fournisseurs bénéficiaient du droit de faire paraître des annonces publiques et se voyaient exemptés de taxes.
Ce titre était seulement réservé aux entreprises identifiées comme étant les « leaders » de leur secteur d’activité concernant la qualité des biens ou services qu’elles offraient. Le titre de « Fournisseur de la Cour Impériale et Royale » était donc le symbole d’un très haut niveau de maîtrise du savoir faire, et le signe de reconnaissance le plus important qu’une entreprise pouvait obtenir à l'époque 

## Histoire

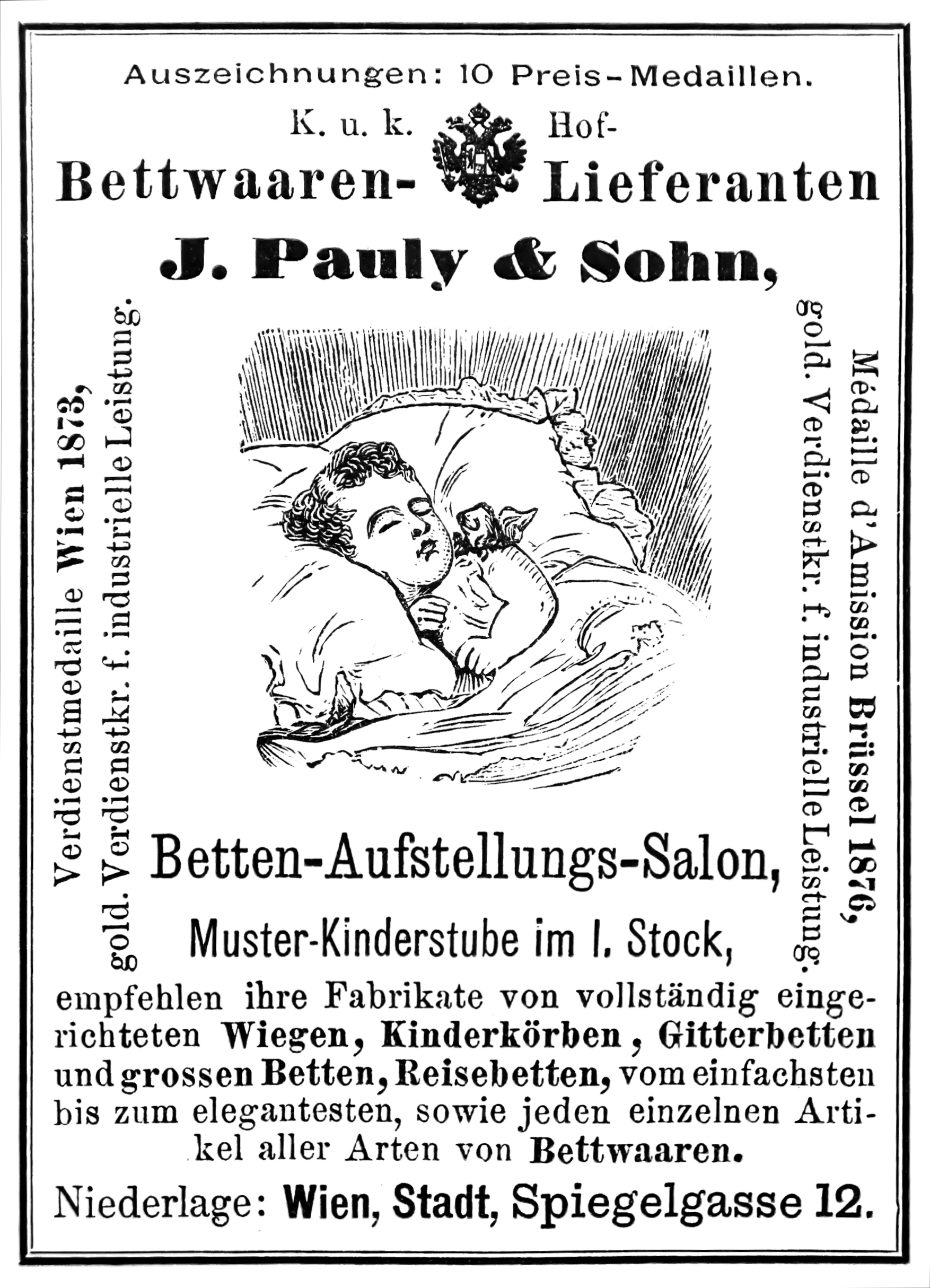
Publicité pour Pauly Beds en 1891.

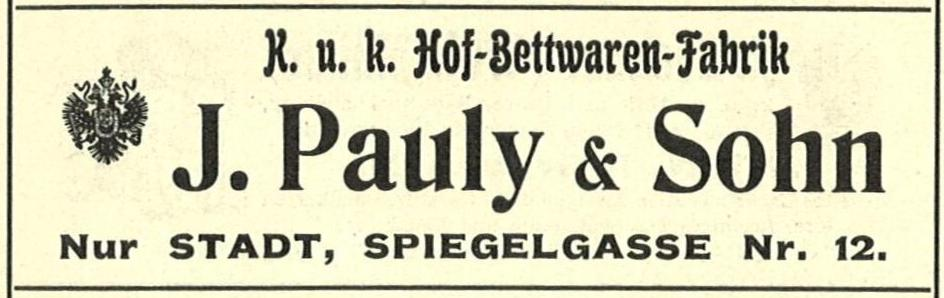
J. Pauly & Sohn Literie Royal 1906.

La fabrication artisanale de lits et de matelas est une industrie traditionnelle en Autriche. Au XVIIIe siècle on comptait seulement dix maîtres dans cette profession. Sous le règne de Léopold I, la permission d'exercer cette profession ne s’obtenait d’ailleurs que grâce à un droit impérial, et était strictement réglementée par l’Union. Dès cette époque l’industrie viennoise de la confection de lits et des matelas jouissait d’une solide réputation grâce à son savoir faire, ce qui lui a permis de s’ouvrir à des marchés vers la Grèce, la Turquie et plusieurs pays du Moyen Orient.
Au cours du XIXe siècle l’attrait pour des produits de plus en plus luxueux dans le secteur de la confection des lits était en augmentation constante. L’Exposition Universelle de 1873 à Vienne a ainsi offert l’opportunité aux entreprises de présenter leurs produits à un public ciblé et surtout de classe internationale. C'est pendant cette exposition que Josef Pauly a remporté la première « Croix d’Or » du mérite industriel décernée à cette occasion. Il recevra ensuite une seconde fois cette distinction lors de l’Exposition Universelle de Barcelone en 1888, la même année où l'entreprise célèbre son 50e anniversaire.
Jusqu’en 1891, si l’on y inclut la Médaille de l’Admission reçue à Bruxelles en 1876, l'entreprise J. Pauly & Sohn aura été gratifiée de 10 médailles.
Selon le supplément du Journal de Vienne datant du 8 août 1903, J. Pauly & Sohn était considérée comme l'une des entreprises les plus anciennes et respectables de l’industrie de la literie', car au moment de la publication, « elle avait obtenu le titre honorifique de Fournisseur de la Cour Impériale et Royal depuis 31 ans déjà, et elle assurait avec succès les livraisons à l'échelle internationale ».
J. Pauly & Sohn fut la première entreprise à fabriquer et commercialiser des couettes en Autriche. Ils fabriquaient différents types de lits et de mobiliers conçus pour des espaces de relaxation à l’intérieur comme à l’extérieur de la maison : chambres, salons de miroirs, serres ou patios. Ils offraient une gamme complète de produits, allant du lit de bébé, du berceau et du lit de voyage à une large variété de linges de maison, têtes de lits et autres produits dévolus au sommeil. Pour la fabrication de ses produits, Pauly utilisait des matériaux naturels : le crin de cheval (qui permet de ne pas condenser l’humidité; on le trouve aussi dans la garniture de différents types d’assises), le coton, la laine, les ressorts ensachés, le cachemire et la soie.
À Josef Pauly succéda son fils, qui s'appelait aussi Josef Pauly. En 1900, la famille Pauly avait confectionné et fabriqué des lits de façon artisanale depuis quatre générations. Néanmoins, la Première Guerre Mondiale, la chute l’Empire austro-hongrois en 1918, suivie de la Grande Dépression de 1929 et enfin la Seconde Guerre Mondiale, ont représenté de nombreux défis à relever et des défis constants pour l’entreprise familiale. Le dernier membre de la famille propriétaire de la marque fut Dorothea Henning, avant que la compagnie soit acquise par un groupe d’investisseurs.